# Říšský komisariát Moskva

Říšský komisariát Moskva (německy Reichskommissariat Moskau, rusky Рейхскомиссариат Московия), zpočátku Říšský komisariát Rusko (německy Reichskommissariat Russland, rusky Рейхскомиссариат Россия) byl civilní okupační režim, který nacistické Německo zamýšlelo založit ve středním a severním evropském Rusku během druhé světové války, jeden z několika podobných Říšských komisariátů. Říšským komisařem se měl stát Siegfried Kasche, ale vzhledem k neschopnosti Němců obsadit území určená ke zformování Říšského komisaře zůstal plán pouze na papíře.